# 乌尔坎村委员会
乌尔坎村委员会（俄语：Урканский сельсовет）是俄罗斯联邦阿穆尔州腾达区所属的一个村委员会。其下辖有2个居民点，行政中心为乌尔坎。据2016年统计，该村委员会的人口为878人。